# Österfärnebo socken
Österfärnebo socken i Gästrikland ingår sedan 1971 i Sandvikens kommun och motsvarar från 2016 Österfärnebo distrikt.
Socknens areal är 357,70 kvadratkilometer, varav 312,10 land. År 2000 fanns här 1 568 invånare. Tätorten och kyrkbyn Österfärnebo med Österfärnebo kyrka ligger i denna socken. 

## Administrativ historik
Österfärnebo socken har medeltida ursprung.
Vid kommunreformen 1862 övergick socknens ansvar för de kyrkliga frågorna till Österfärnebo församling och för de borgerliga frågorna bildades Österfärnebo landskommun. Landskommunen uppgick 1971 i Sandvikens kommun. Församlingen uppgick 2010 i Årsunda-Österfärnebo församling.
1 januari 2016 inrättades distriktet Österfärnebo, med samma omfattning som församlingen hade 1999/2000.
Socknen har tillhört fögderier, tingslag och domsagor enligt vad som beskrivs i artikeln Gästrikland. De indelta soldaterna tillhörde Hälsinge regemente, Fernebo kompani och till Livregementets dragoner, Upplands skvadron.

## Geografi
Österfärnebo socken ligger kring den av Dalälven genomflutna Färnebofjärden och kring den norra delen av Enköpingsåsen (Ockelboåsen). Socknen har dal och strandbygd omgiven av skogstrakter.
Socknen genomkorsas i nord-sydlig riktning av länsväg 272 ("Tidernas väg"), som haft samma sträckning sedan urminnes tider. Den genomkorsas även av vandringsleden Gästrikeleden. 
Gysinge naturreservat och nationalparken Färnebofjärden ligger inom socknen, liksom byarna Gysinge med Gysinge bruk, Bärrek, Grönsinka, Österbor och Bastfallet. Inom socknen finns även Koversta gammelby, som är ovanlig då den inte skiftats. Åsbergs herrgård uppe på Enköpingsåsen är en av Norrlands äldsta frälsegårdar. Här bodde en gång Anders Schönberg d y. Inom socknen finns också Gysinge bruk och tidigare fanns även Oppsjö bruk där man redan på 1670-talet började tillverka plåt. Socknens tredje bruk var Grönsinka järnbruk som fick sina privilegier 1679 och lades ned 1893. Det var myntmästare Isak Koch som startade driften. 
Naturen liknar den i Uppland men har även likheter med Norrland, här går Limes Norrlandicus, den botaniska norrlandsgränsen. Längst i väster ligger största höjden, Kungshögarna, där det finns ett utsiktstorn med sikt ända till Uppsala domkyrka och till Bönans fyr i havet utanför Gävle. 

### Geografiska avgränsningar
Österfärnebo socken omfattar den sydligaste delen av landskapet Gästrikland. Socknen avgränsas i öster av Hedesunda socken i Gävle kommun och i söder av länsgränsen mot Uppsala län och Dalälven med bland annat Färnebofjärden. I älvfåran strax väster om Torrön på den lilla ön Tjuvholmen möts de fyra länen Gävleborg, Uppsala, Västmanland och Dalarna, tillika de tre landskapen Gästrikland, Västmanland och Dalarna. Ön har fått sitt namn efter en gammal sägen som berättar att här fanns en gång tre stora metallringar uppsatta i en ek. Järnet symboliserade Gästrikland, kopparen Dalarna och silvret Västmanland. En tjuv rodde dit och stal de tre ringarna. Därefter kallades holmen Tjuvholmen. Här viker sockengränsen av norrut längs gränsen mot By socken i Dalarnas län, vilken avgränsar socknen västerut till trakten av Byrstutjärnen. Här tillstöter gränsen mot Hofors kommun och Torsåkers socken. Denna gräns avgränsar Österfärnebo socken mot nordväst. I norr ligger Årsunda socken.

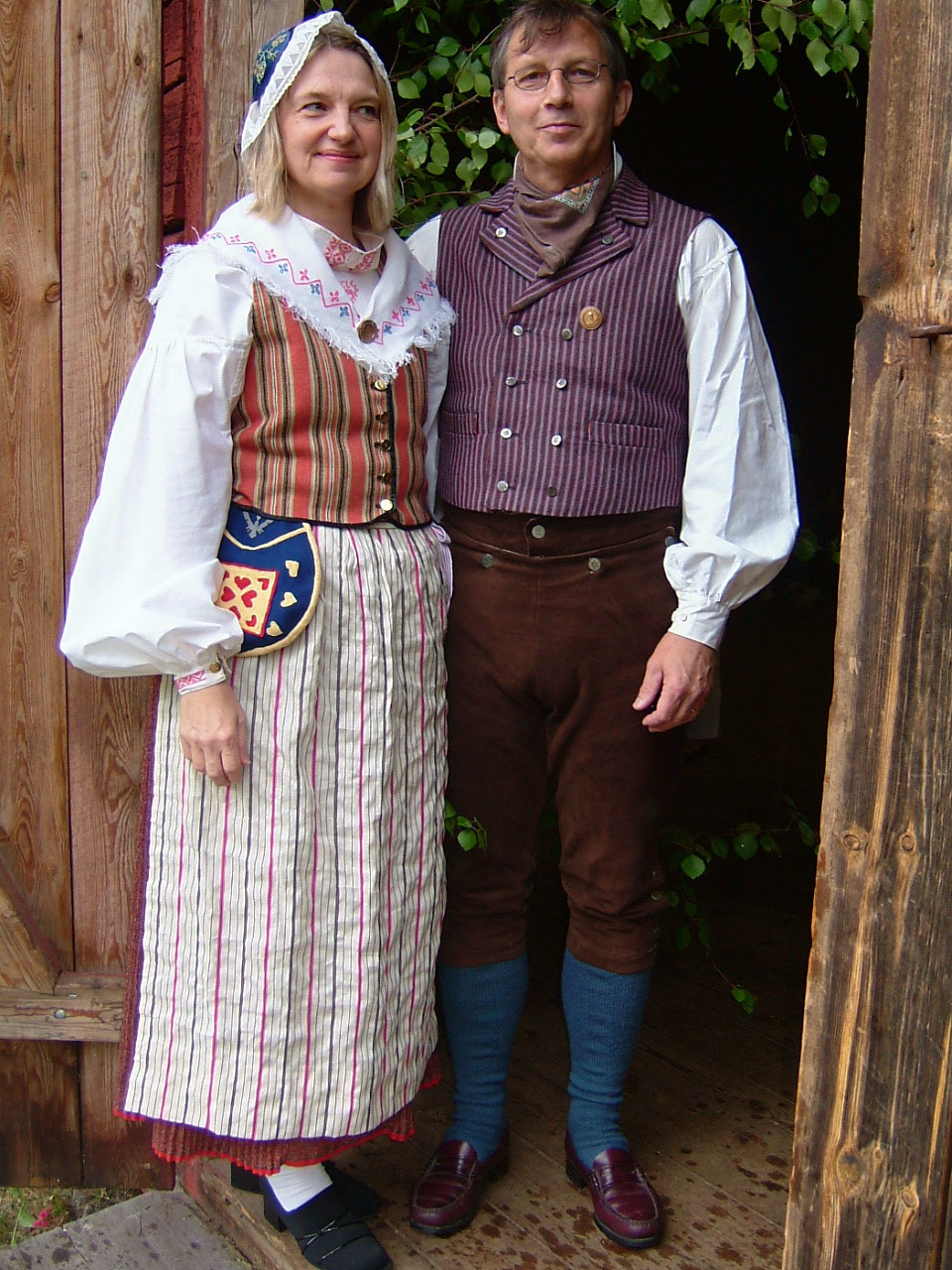
Österfärnebos hembygdsdräkter för man och kvinna.

## Fornlämningar
Från stenåldern finns en boplats på Istaön och från äldre järnåldern finns gravrösen och från järnåldern finns nio gravfält, ett stort vid Istaön. Tre runristningar har noterats.

## Namnet
Namnet (1325 Fernabo) innehåller förleden färne, 'fräken' och efterleden bo, 'bygd'.
Namnet skrevs ibland på 1700-talet och åtminstone från 1860-talet som regel Öster-Färnebo, 1910 enligt SCB Österfärnebo.

## Befolkningsutveckling
| Befolkningsutvecklingen i Österfärnebo socken 1750–1990                                                  | Befolkningsutvecklingen i Österfärnebo socken 1750–1990 | Befolkningsutvecklingen i Österfärnebo socken 1750–1990 | Befolkningsutvecklingen i Österfärnebo socken 1750–1990 | Befolkningsutvecklingen i Österfärnebo socken 1750–1990 |
| --- | ------------------------------------------------------- | ------------------------------------------------------- | ------------------------------------------------------- | ------------------------------------------------------- |
| |                                                         |                                                         |                                                         |                                                         |
| År |                                                         |                                                         | Folkmängd                                               |                                                         |
| 1750 | 1750                                                    |                                                         | 1 729                                                   |                                                         |
| 1760 | 1760                                                    |                                                         | 1 829                                                   |                                                         |
| 1769 | 1769                                                    |                                                         | 2 065                                                   |                                                         |
| 1810 | 1810                                                    |                                                         | 2 179                                                   |                                                         |
| 1820 | 1820                                                    |                                                         | 2 265                                                   |                                                         |
| 1830 | 1830                                                    |                                                         | 2 586                                                   |                                                         |
| 1840 | 1840                                                    |                                                         | 2 761                                                   |                                                         |
| 1850 | 1850                                                    |                                                         | 2 800                                                   |                                                         |
| 1860 | 1860                                                    |                                                         | 3 022                                                   |                                                         |
| 1870 | 1870                                                    |                                                         | 3 126                                                   |                                                         |
| 1880 | 1880                                                    |                                                         | 3 436                                                   |                                                         |
| 1890 | 1890                                                    |                                                         | 3 598                                                   |                                                         |
| 1900 | 1900                                                    |                                                         | 3 920                                                   |                                                         |
| 1910 | 1910                                                    |                                                         | 3 195                                                   |                                                         |
| 1920 | 1920                                                    |                                                         | 3 100                                                   |                                                         |
| 1930 | 1930                                                    |                                                         | 3 111                                                   |                                                         |
| 1940 | 1940                                                    |                                                         | 2 784                                                   |                                                         |
| 1950 | 1950                                                    |                                                         | 2 653                                                   |                                                         |
| 1960 | 1960                                                    |                                                         | 2 298                                                   |                                                         |
| 1970 | 1970                                                    |                                                         | 1 871                                                   |                                                         |
| 1980 | 1980                                                    |                                                         | 1 648                                                   |                                                         |
| 1990 | 1990                                                    |                                                         | 1 591                                                   |                                                         |
| Anm: Källor: Umeå universitet - Tabellverket 1749-1859, Demografiska databasen, CEDAR, Umeå universitet. |                                                         |                                                         |                                                         |                                                         |